# 波奥特库尔德
波奥特库尔德（Pooth Khurd），是印度德里North West县的一个城镇。总人口8167（2001年）。

## 人口
该地2001年总人口8167人，其中男性4455人，女性3712人；0—6岁人口1085人，其中男613人，女472人；识字率72.05%，其中男性为78.97%，女性为63.74%。